# Episodi di Squadra antimafia - Palermo oggi (settima stagione)
La settima stagione della serie televisiva Squadra antimafia - Palermo oggi è stata trasmessa in prima visione in Italia da Canale 5 dal 9 settembre all'11 novembre 2015.
| nº | Titolo                | Prima TV Italia   |
| -- | --------------------- | ----------------- |
| 1  | La chiave             | 9 settembre 2015  |
| 2  | Guerra di mafia       | 16 settembre 2015 |
| 3  | Il cuore del problema | 23 settembre 2015 |
| 4  | La morte di Lara      | 30 settembre 2015 |
| 5  | L'identità del Broker | 7 ottobre 2015    |
| 6  | Affare internazionale | 14 ottobre 2015   |
| 7  | Il gasdotto           | 21 ottobre 2015   |
| 8  | Il medico             | 28 ottobre 2015   |
| 9  | Doppia vendetta       | 2 novembre 2015   |
| 10 | L'ultimo segreto      | 11 novembre 2015  |

## La chiave
- Diretto da: Kristoph Tassin e Samad Zarmandili
- Scritto da:  Pietro Valsecchi, Sandrone Dazieri, Valter Lupo e Giorgio Nerone

### Trama
Domenico Calcaterra è tenuto segregato dal clan dei Maglio capitanato dai boss Calogero e Graziano, che si sono trasferiti a Catania da Trapani dove la loro famiglia ha sempre gestito i propri traffici. È stato rapito per sapere che fine ha fatto la chiave dell'archivio di Crisalide scomparsa dopo il ferimento di Spagnardi, e per questo motivo viene crudelmente torturato. A sostituirlo alla Duomo per coordinare le indagini relative al suo rapimento arriva il nuovo vicequestore Davide Tempofosco, la cui nomina mette in secondo piano Lara Colombo che si dimostra per questo motivo subito ostile al nuovo arrivato. Poiché Calcaterra non rivela nulla della chiave di Crisalide, e Spagnardi è ancora in coma, i Maglio decidono di rapire anche la giudice Ferretti che era presente sul luogo del ferimento di Spagnardi e potrebbe aver trafugato la chiave. Anche De Silva è sulle tracce di questa chiave che contiene informazioni scottanti su tutti i fiancheggiatori delle attività illecite di Crisalide. L'ex spia decide però di aiutare Tempofosco nella ricerca di Calcaterra, consegnandogli una password che potrebbe portare ai Maglio. L'arrivo dei Maglio nella scena criminale di Catania porta ad uno scontro con la famiglia catanese dei Corvo, a cui si è aggiunta Rachele Ragno, ultima superstite del clan ma desiderosa di vendicarsi del tradimento di Calcaterra. Mentre indagano sui Maglio per ritrovare Calcaterra, gli uomini della Duomo capiscono che sono coinvolti in un grande giro di riciclaggio di denaro, guidato da un misterioso personaggio conosciuto come il Broker. Su di lui Tempofosco aveva indagato in passato insieme ad una ex funzionaria della Guardia di Finanza, Anna Cantalupo, che durante questa indagine aveva perso il marito, ucciso in un attentato proprio dal Broker. Nel frattempo i Maglio fanno evadere Veronica Colombo dal carcere, e Tempofosco capisce che la donna sta lavorando per il Broker, utilizzando i Maglio come un filo conduttore. Davide riesce a convincere Anna a rientrare in azione e finalmente riescono a trovare una traccia che potrebbe portarli al nascondiglio di Calcaterra grazie alle password che De Silva ha dato a Tempofosco. Nel frattempo Veronica fa rapire la figlia della Ferretti, che vedendo sua figlia soffrire, dice d'impulso di avere la chiave di Crisalide. Ad un certo punto Veronica capisce che la polizia sta arrivando, e per questo ordina la fuga. Calcaterra, nel cercare di fermarli, viene ferito in testa con un colpo di pistola da Graziano, che riesce ugualmente a fuggire. La polizia arriva sul posto trovando Calcaterra accasciato per terra.
- Ascolti Italia: telespettatori 4.378.000 - share 19,58%[2]

## Guerra di mafia
- Diretto da: Kristoph Tassin e Samad Zarmandili
- Scritto da: Sandrone Dazieri, Valter Lupo e Giorgio Nerone

### Trama
L'epilogo del rapimento di Calcaterra, del PM Ferretti e della figlia di quest'ultima ha avuto un esito drammatico. Mentre la sorte del poliziotto è appesa a un filo la Squadra deve però continuare a indagare. Nel mirino sempre gli autori del rapimento, la famiglia Maglio, che nel frattempo ha fatto evadere dal carcere Veronica Colombo. Appena liberata la donna si mette in contatto con il misterioso Broker, per recuperare la chiave che conduce all'archivio di Crisalide. Ed è sempre lei a spingere la famiglia Maglio a dichiarare guerra al clan Corvo per la leadership dello spaccio nelle piazze di Catania. Proprio da Alfio e Gaspare Corvo ha trovato rifugio Rachele Ragno, che si attiva per fornire basi logistiche e manovalanza per aiutare i Corvo a rintuzzare gli attacchi dei Maglio. Intanto Tempofosco e Anna Cantalupo riescono a reperire qualche traccia del Broker in un computer sequestrato a Calogero e Graziano Maglio dopo la liberazione di Calcaterra. Per avvicinarsi all'obiettivo decidono di comprare della droga dai Maglio per poterli pagare con denaro tracciabile. La Duomo riesce così a identificare un finanziere che tiene la contabilità per i Maglio. Intanto, De Silva sta puntando le sue attenzioni sul PM Ferretti, sospettata di sapere qualcosa sulla chiave di Crisalide. Nel frattempo, la relazione tra Lara e Pietrangeli diventa sempre più intensa, mentre Francesca è alle prese con una decisione difficile. La sua compagna Marta sta per partire e lei deve decidere cosa fare.
- Ascolti Italia: telespettatori 3.702.000 - share 16,97%[3]

## Il cuore del problema
- Diretto da: Kristoph Tassin e Samad Zarmandili
- Scritto da: Sandrone Dazieri, Valter Lupo e Giorgio Nerone

### Trama
L'operazione al cervello cui viene sottoposto Calcaterra gli salva la vita ma ha un pezzo di un frammento di pallottola conficcato nel tessuto cerebrale. Mimmo vorrebbe abbandonare subito l'ospedale e tornare alla Duomo, ma i medici glielo impediscono. Tempofosco nel frattempo deve fare i conti con la guerra di mafia tra il clan Maglio e Alfio e Gaspare Corvo, mentre il suo rapporto con Anna cresce in intimità e affiatamento. La donna lo invita a cena dal suocero, Goffredo Collina, ancora addolorato per la morte del figlio avvenuta per errore quando Anna stava indagando sul Broker. Tempofosco sta anche cercando di guadagnare la fiducia del PM Ferretti, ora nascosta in una località protetta dalla polizia. Tempofosco ha intuito che la Ferretti ha davvero in custodia la chiave dell'archivio di Crisalide e vuole convincerla a restituirla ma così facendo attira i sospetti di Lara Colombo che non si fida di lui. Sulle tracce della Ferretti continuano però a essere anche Calogero e Graziano Maglio, che, insieme a Veronica Colombo, corrompono il responsabile della scorta, riuscendo a scoprire la verità sulla chiave di Crisalide. Il loro obiettivo è sferrare un altro attacco, il cui esito sarà tragico.
- Ascolti Italia: telespettatori 3.337.000 - share 13,45%[4]

## La morte di Lara
- Diretto da: Kristoph Tassin e Samad Zarmandili
- Scritto da: Sandrone Dazieri, Valter Lupo e Giorgio Nerone

### Trama
L'operazione ordita in segreto da Tempofosco per farsi consegnare la chiave di Crisalide dalla Ferretti è finita nel sangue. Lara, accorsa sul posto seguendo Tempofosco, è stata uccisa da Giovanni Spagnardi, a sua volta presente grazie alla soffiata del corrotto poliziotto a capo della scorta della Ferretti. Sandro se la prende con Davide, e lo accusa della morte di Lara, abbandonando gli uffici della Duomo. La Ferretti, disperata, si rimangia quanto detto e dichiara di non aver mai posseduto la chiave di Crisalide per evitare il carcere e per poter salvare Sara, la figlia adolescente. Prima però deve liberarsi della chiave, ma per far questo ha bisogno di fuggire dalla località protetta dove la polizia continua a scortarla nonostante i sospetti su di lei. La Ferretti vuole contattare Veronica Colombo, Calogero e Graziano Maglio per proporre uno scambio: la chiave dell'archivio in cambio di soldi. Mentre da una parte Tempofosco e la Duomo lavorano per cercare la fuggitiva Ferretti, dall'altra Pietrangeli cerca di coinvolgere Calcaterra in un'indagine autonoma per arrivare all'archivio di Crisalide e vendicare la morte di Lara. Calcaterra accetta pur in precarie condizioni fisiche. Soffre di emicranie lancinanti, fitte improvvise e buchi di memoria.  I due con la Cantalupo riescono ad arrivare al cimitero di Taormina,dove è nascosto l'archivio. Ma arriva anche Spagnardi. Dopo una sparatoria tra Calcaterra e Pietrangeli contro Spagnardi e i suoi uomini, riescono a recuperare l'archivi, con Spagnardi che, per non essere ucciso, si getta da un ponte dopo essere stato colpitoda Sandro. La Ferreti avvisa Veronica Colombo di voler proprorre uno scambio: la chiave di Crisalide in cambio di un milione di euro per poter fuggire.
Durante lo scambio però, Veronica fa rapire la Ferretti dopo aver ricevuto la chiave,ma una volta scoperto che la Duomo aveva intercettato Spagnardi al cimitero di Taormina, ordina al suo clan di eliminare la Ferretti, ma arriva De Silva(in accordo con la Ferretti) ad uccidere tutti i membri del clan dei Maglio compresa Veronica Colombo.
Dopo aver salvato la Ferretti e fatto evadere sua figlia Sara dalla casa famiglia, De Silva le fa fuggire a bordo di un elicottero.
- Ascolti Italia: telespettatori 4.190.000 - share 18,70%[5]

## L'identità del Broker
- Diretto da: Kristoph Tassin e Samad Zarmandili
- Scritto da: Sandrone Dazieri, Valter Lupo e Giorgio Nerone

### Trama
Con il recupero dell'hard disk contenente i nomi dell'archivio di Crisalide, la Duomo è in grado di arrestare una vasta rete di politici, imprenditori e uomini delle istituzioni in passato collusi con l'organizzazione. Quello che dall'hard disk ancora non emerge chiaramente, come Tempofosco e la Cantalupo speravano, è la vera identità del Broker, quel Goffredo Collina che, in combutta con il socio e finanziere Saverio Torrisi, cerca ora di cancellare le tracce che possono portare a lui. Oltre all'identità del Broker, c'è da proteggere il multimiliardario e misterioso affare che quest'ultimo sta portando avanti proprio con Torrisi. Affare che sembra interessare anche De Silva, che continua a muoversi sullo sfondo dopo aver fatto fuggire la Ferretti e sua figlia Sara in Marocco. Intanto Rachele Ragno, viste le condizioni di salute precarie di Gaspare, ha preso di fatto il controllo del Clan Corvo e punta ad approfittare della situazione che si è venuta a creare. La morte dei Maglio e di Veronica Colombo ha infatti messo in ginocchio il clan, e Rachele vuole chiudere i conti per regnare incontrastata su Catania. Nel mirino i Corvo mettono un cementificio che rimane centro nevralgico degli affari che legavano i Maglio al Broker. E proprio in quel luogo si trova il ragioniere stipendiato dal Broker che sta distruggendo documenti importantissimi. Nel frattempo Tempofosco e Anna vivono quella che ormai può considerarsi una relazione sentimentale a tutti gli effetti, mentre Pietrangeli, per quanto scosso per la morte di Lara, accetta di tornare sotto il comando di Tempofosco, firmando con lui una sorta di tregua. Sandro Pietrangeli continua però anche a vedere Calcaterra, ad aggiornarlo sulle indagini e a preoccuparsi per le sue condizioni di salute. Domenico infatti continua a stare male ed è angosciato dai vuoti di memoria che lo colpiscono. Del tutto inconsapevole di essersi trasformato in un assassino.
- Ascolti Italia: telespettatori 3.852.000 - share 15,98%[6]

## Affare internazionale
- Diretto da: Kristoph Tassin e Samad Zarmandili
- Scritto da: Sandrone Dazieri, Valter Lupo e Giorgio Nerone

### Trama
Anna Cantalupo è riuscita a fermare il Broker, ovvero il suo ex suocero Goffredo Collina: gli ha sparato per legittima difesa mentre tentava la fuga, e lo ha ucciso. Ora però non può impossessarsi della valigetta contenente i documenti sensibili relativi all'affare che Collina stava portando avanti col suo socio Torrisi. L'identità di quest'ultimo rimane infatti ancora celata alla Duomo, che per arrivarci deve ripartire indagando a fondo sugli ultimi mesi di vita del consulente finanziario. Anna, in particolare, indaga senza tregua. Il socio di Collina è infatti il vero responsabile dell'attentato dinamitardo in cui anni prima ha perso la vita suo marito, per questo la Cantalupo vuole scoprire che fu allora il mandante e fermarlo a tutti i costi, a rischio di mettere in pericolo se stessa e tutta la Duomo. Anche De Silva, dopo aver salvato Rachele dall'arresto, è interessato ad arrivare a Torrisi per inserirsi nell'affare miliardario. Gli serve però una famiglia mafiosa di riferimento, e spinge Rachele a cercare di convincere il vecchio boss Alfio Corvo, in lutto per la morte del figlio Gaspare. In quel che resta del clan, non tutti sono disposti a seguire ancora le direttive di Rachele. Intanto, Calcaterra viene ritrovato esanime in ospedale accanto al corpo senza vita di Ferlito, il ragioniere un tempo al servizio del Broker, che Domenico ha ucciso durante uno dei suoi "momenti di amnesia". La sindrome che lo porta a uccidere sarà finalmente smascherata?
Ascolti Italia: telespettatori 3.830.000 - share 15,72%

## Il gasdotto
- Diretto da: Kristoph Tassin e Samad Zarmandili
- Scritto da: Sandrone Dazieri, Valter Lupo e Giorgio Nerone

### Trama
La partnership tra il finanziere Torrisi e il Clan Corvo, realizzata grazie alla mediazione di De Silva, entra in fase operativa. Torrisi mostra a De Silva i dettagli del super business che sta portando avanti, un gasdotto tra Kazakistan e Italia che frutterà cifre miliardarie. L'ex spia si impegna a garantire per i Corvo, che nel frattempo possono contare su un membro in più. Proprio a Saro Ragno, fuggito dal tribunale grazie alla complicità della madre Carmela, Rachele affida la produzione di metanfetamina, business che deve rimettere in sesto le finanze del clan. Ma un'esplosione in uno dei laboratori fornirà alla Duomo materiale per indagare. I nostri devono fare i conti con l'assenza di Tempofosco, messo fuori gioco da Anna che ha deciso di giocare una sua partita personale contro Torrisi senza rispettare i codici della legge. La squadra dovrà quindi da una parte ritrovare Tempofosco, dall'altra fermare Anna prima che si metta definitivamente nei guai. Nel frattempo, Sciuto inizia a notare strani comportamenti in Carmela, che a fatica riesce a nascondere la sua complicità nell'evasione del figlio. Mentre Pietrangeli viene chiamato ad indagare sull'omicidio di Don Manzini, il prete colluso con i Corvo ucciso da Calcaterra durante uno dei suoi attacchi.
Ascolti Italia: telespettatori 3.811.000 - share 15,44%

## Il medico
- Diretto da: Kristoph Tassin e Samad Zarmandili
- Scritto da: Sandrone Dazieri, Valter Lupo e Giorgio Nerone

### Trama
Dopo aver tentato di uccidere Torrisi operando al di fuori della legge, Anna è ferita e in fuga. Tempofosco e la squadra sono sulle sue tracce e decidono di coprirla con i superiori, comprendendo che Anna ha agito per disperazione, vista la responsabilità di Torrisi nella morte del marito. De Silva intanto ordina ai Corvo di sospendere il business dell'estate per imporne uno più redditizio. Saro Ragno però mal digerisce la novità e attacca Rachele, che accusa di essere ormai agli ordini dell'ex spia che ha causato la morte di parte della sua famiglia. Oltre alla scheggia impazzita Anna Cantalupo, Torrisi e Keghe,mafioso kazako in affari con lui, devono affrontare un altro problema connesso all'affare del gasdotto. Un coraggioso medico italiano infatti sta tornando dal Kazakistan con materiale compromettente sulle conseguenze che i lavori di estrazione del gas stanno avendo sulla popolazione del luogo. È deciso a denunciare tutto e ciò causerebbe certamente la compromissione dell'affare. De Silva viene incaricato di impedirlo, la Duomo di ritrova nel cuore della vicenda che finisce per coinvolgere anche la moglie dell'uomo. Intanto, Calcaterra ha capito dove si nasconde la Ferretti, che in Marocco si tiene aggiornata sulle vicende italiane. I titoli di giornale di Torrisi sembrano farle tornare alla memoria qualcosa che riguarda entrambi.
Ascolti Italia: telespettatori 3.731.000 - share 15,13%

## Doppia vendetta
- Diretto da: Kristoph Tassin e Samad Zarmandilli
- Scritto da: Sandrone Dazieri, Valter Lupo e Giorgio Nerone

### Trama
Tempofosco è sulle tracce di Calcaterra, che nel frattempo ha trovato la Ferretti con la figlia, Sara, in Marocco, mentre Sandro ha dei sospetti sull'omicidio del prete e degli altri morti uccisi da un misterioso giustiziere. Ma Torrisi ha incaricato Keghe, il socio mafioso, di rintracciare la Ferretti e lui ha mandato uomini in Marocco per eliminarla perché per Torrisi è un pericolo se lei parlasse. Calcaterra riesce a fermarli e fa fare una telefonata a uno degli uomini a Keghe e fa dire che la Ferretti è morta. Ben presto scoprono che è ancora viva. Intanto Carmela scopre la morte del figlio Saro e intende vendicarsi intuendo che De Silva sia l'assassino. Rachele scopre dal PC di De Silva che lui non lavora per loro ma vuole arrestare il traffico di droga. Mentre la Duomo scopre il vero laboratorio di droga, De Silva sta per essere ucciso da Rachele, ma riesce a tirare un coltello alla gola di lei e si trova nella sparatoria con Tempofosco contro Keghe e gli altri. Carmela Ragno viene presa da Spagnardi per vendicarsi insieme.
Ascolti Italia: telespettatori 3.434.000 - share 13,35%

## L'ultimo segreto
- Diretto da: Kristoph Tassin e Samad Zarmandilli
- Scritto da: Sandrone Dazieri, Valter Lupo e Giorgio Nerone

### Trama
La Duomo arresta Torrisi che viene messo sotto torchio dal PM. Calcaterra riporta in Italia la Ferretti e Sara ma questa viene rapita all'aeroporto da Spagnardi con Carmela Ragno, intenzionati a vendicarsi di Filippo De Silva per la morte di Veronica Colombo e di Saro Ragno. Calcaterra, contattato da Carmela, in cambio della ragazza è costretto a consegnare loro De Silva. Alla Duomo capiscono che se hanno rapito Sara per trovare De Silva, la Ferretti deve conoscerlo molto bene. Infatti Anna parla con lei e il passato del giudice viene fuori: ha avuto una relazione con lui molti anni prima. Vedendo il covo di De Silva Sandro e gli altri capiscono che Sara è sua figlia. Ma lui riesce a divincolarsi e si libera, d'accordo con Calcaterra e dal conflitto Spagnardi sembra avere la peggio finendo nel fuoco mentre Carmela viene portata fuori da Calcaterra e viene arrestata. L'ambulanza che sta trasportando De Silva e Calcaterra in ospedale viene fatta sbandare dal redivivo Spagnardi che però questa volta ha la peggio nello scontro con i due e così De Silva ha modo di fuggire. Torrisi sta uscendo dal carcere ma viene di nuovo arrestato vista la confessione della Ferretti contro di lui. Dopo aver testimoniato nel processo contro il banchiere, l'ex giudice con uno stratagemma riesce a scappare all'estero con sua figlia aiutata dall'ex compagno De Silva. Torrisi inizia a confessare e fa arrestare i vertici del Nuovo Credito Agricolo. Sandro scopre che Domenico è il giustiziere, lo fa rinchiudere in un ospedale psichiatrico nonostante abbia appena avuto l'ok dal medico per tornare a lavorare e, amareggiato e sfiduciato, comunica a Licata la volontà di lasciare la Duomo; Anna e Davide resteranno quindi a comando della squadra. De Silva, rifugiatosi in Sudamerica e ricercato dall'Interpol, legge la notizia di Calcaterra sul giornale e gli fa recapitare una cartolina da Rosy Abate in veste di infermiera.
Ascolti Italia: telespettatori 3.991.000 - share 16,85%